# Metro Pjöngjang
Die Metro Pjöngjang (평양 지하철) ist das U-Bahn-System in der nordkoreanischen Hauptstadt Pjöngjang, das aus zwei Linien besteht. Sie wurde am 6. September 1973 eröffnet und war die erste U-Bahn auf der Koreanischen Halbinsel. Zusammen mit dem Oberleitungsbus Pjöngjang und der Straßenbahn Pjöngjang wird ein Großteil der Einwohner Pjöngjangs befördert.

## Streckennetz
Der Bau des Netzes begann 1968. Ein schwerer Unfall ereignete sich 1971 während der Bauphase in einem Tunnel unter dem Taedong-Fluss. Einigen Quellen zufolge kamen dabei mehr als 100 Arbeiter zu Tode. Dieser Teilabschnitt wurde niemals vollendet, und das gesamte U-Bahn-Netz befindet sich heute auf der westlichen Seite des Flusses. Ein Ausbau auf die andere Flussseite ist aber nach wie vor geplant.
1999 wurde berichtet, dass die Metro um zwei Linien (Linie 3: Kwangbok-Mangyŏngdae, Linie 4: unbekannt) bis zum 55. Jahrestag der Gründung der Partei der Arbeit im Jahr 2000 erweitert werden sollte.
Nach einem Artikel der südkoreanischen Zeitung Korea JoongAng Daily vom Juni 2025 ordnete Kim Jong-un bei einem Besuch der Metro in 2015 die Modernisierung an, so sollten die Decken erhöht und Sitzbänke aufgestellt sowie moderne elektronische Systeme installiert werden. Der U-Bahnhof Kaesŏn wurde zwischen 2018 und 2019 modernisiert. Weitere Stationen folgten. 2021 wurde auf dem 8. Kongress der Arbeiterpartei Koreas angekündigt die Modernisierung der Metro und den Bau neuer Fahrzeuge weiter voranzutreiben. Der chinesische Botschafter Wang Yajun besuchte gemeinsam mit Mitarbeitern die Metro im Februar 2025 und hoffte, dass Chinesen das System besuchen könnten. Der stellvertretende russische Innenminister Witali Schulika besuchte das System im Mai 2025 mit einer Ministerdelegation.
Die Stationen tragen keine Ortsbezeichnung, sie sind stattdessen nach Themen der nordkoreanischen Revolution benannt.
Das gesamte Streckennetz verläuft unterirdisch, die Linienführung (Sekantennetz) erfolgte nach dem Vorbild von Metronetzen in anderen kommunistischen Ländern, insbesondere der Metro Moskau. Die Strecken haben viele Gemeinsamkeiten, darunter den Verlauf in großer Tiefe (bis zu 110 Meter) und die großen Abstände zwischen den Haltestellen. Einige Beispiele sozialistischer Kunst können in den Bahnhöfen gefunden werden.
Das Metronetz besteht aus zwei Linien:

### Chŏllima-Linie_
Sie ist nach einem sehr schnellen Pferd (Ch’ŏllima = Tausend-Ri-Pferd; ein Ri sind etwa 0,39 km) in der koreanischen Mythologie benannt. Die Gesamtlänge beträgt etwa 14 km. Baubeginn war 1968, die Inbetriebnahme zwischen Ponghwa und Pukkŭnbŏl am 6. September 1973. 1987 wurde die Strecke bis Puhŭng verlängert.
- Puhŭng (부흥 = Wiederauferstehung), Häufiger Startpunkt der U-Bahn-Fahrt für ausländische Besucher
- Yŏnggwang (영광 = Ruhm), Hauptbahnhof Pjöngjang sowie Umstieg zum Oberleitungsbus Pjöngjang – Häufiger Endpunkt der U-Bahn-Fahrt für ausländische Besucher
- Ponghwa (봉화 = Signalfeuer)
- Sŭngli bzw. Sŭngni (승리 = Sieg)
- Moranbong (모란봉 = Pfingstrosenhügel), bis Ende Juli/August 2024 Tongil (통일 = Vereinigung)
- Kaesŏn (개선 = Triumphale Wiederkunft)
- Chŏnu (전우 = Kriegsgenosse), Umsteigestation zur Hyŏksin-Linie (Chŏnseung)
- Pulgŭnbyŏl (붉은별 = Roter Stern), Depot (Ryongmun-dong)

### Hyŏksin-Linie_
Gesamtlänge etwa 10 km, regulärer Passagierbetrieb seit Oktober 1975. Die Gesamtstrecke wurde 1978 in Betrieb genommen. Einige Stationen dienen als Atombunker und liegen mehr als 100 m unter der Erdoberfläche.
- Kwangbok (광복 = Wiederkommendes Licht, Befreiung), Depot (Kwangbok-dong)
- Kŏn'guk (건국 = Staatsgründung), Bahnhof Pot’onggang der P'yŏngnam-Eisenbahnlinie
- Hwanggimbŏl (황금벌 = Goldenes Feld)
- Kŏnsŏl (건설 = Aufbau)
- Hyŏksin (혁신 = Erneuerung)
- Chŏnseung (전승 = Kriegssieg), Umsteigestation zur Chŏllima-Linie (Chŏnu)
- Samhŭng (삼흥 = Drei Erweckungen; gemeint ist die Erziehung der Schüler durch Wissen, Moral und Sport), Umstieg zur Kŭmsusan-Linie möglich
- Kwangmyŏng (광명 = Helles Licht), Mausoleum Kim Il-sung (Kumsusan-Palast); derzeit geschlossen
- Rakwŏn (락원 = Paradies)

## Betrieb
Ursprünglich war ein Betrieb von 5:30 bis 23:30 Uhr geplant, mit Vier-Wagen-Zügen und einer Zugfolge von etwa fünf Minuten tagsüber und zwei Minuten in der Hauptverkehrszeit. Der Betrieb findet mittlerweile nur noch von 6:00 bis 21:30 Uhr statt. Basierend auf einer nationalen Anordnung ruht der Betrieb auf der Metro jeden ersten Sonntag im Monat.
Die Betriebsspannung der Metro betrug ursprünglich 825 V Gleichspannung. Da ein erweiterter Umbau der Berliner U-Bahnwagen zu teuer gewesen wäre, wurde die Spannung für den Einsatz jener Fahrzeuge zum Jahreswechsel 1996/1997 auf 750 V gedrosselt.
Die Triebwagen verfügen über die Möglichkeit zum Abspielen von Musik oder anderen Aufnahmen. Die Wagen erhielten dafür Funkantennen auf den Dächern, um beispielsweise die staatlichen Radiosender zu empfangen.
Die Metro Pjöngjang ist eine der günstigsten der Welt, mit nur fünf Won (im Wert von einem halben US-Cent) pro Ticket. Anstelle von Papiertickets verwendete die Metro früher einen Aluminium-Token, auf dem das Emblem der Metro und das koreanische „지“ geprägt waren. Sie verwendet jetzt ein Papierticketsystem mit „지“, das mit blauer Tinte bedruckt ist. Tickets werden an Stationsständen gekauft, und Scanner sind vorhanden, aber nicht funktionsfähig. Rauchen und Essen in der Metro ist verboten und wird mit einer hohen Geldstrafe geahndet.

## Tourismus
Üblicherweise ist der Tourismus in Nordkorea nur in geführten Gruppen erlaubt, wobei keine Abänderung von vorher geplanten Routen erlaubt ist. Ausländische Touristen durften nur zwischen Puhŭng und Yŏnggwang fahren. Allerdings durften ausländische Studenten das gesamte Metrosystem frei benutzen. Seit 2010 dürfen Touristen an sechs Stationen die U-Bahn benutzen. 2014 wurden alle U-Bahn-Stationen für Ausländer geöffnet.
Ab 2014 ist es für Touristen auf speziellen öffentlichen Transport-Touren möglich, U-Bahn-Fahrten durch beide Linien zu unternehmen, einschließlich Besuche aller Stationen. Im April 2014 besuchte die erste Touristengruppe Stationen auf beiden U-Bahn-Linien, und es wird erwartet, dass solche erweiterten Besuche beider U-Bahn-Linien für zukünftige Touristengruppen möglich bleiben werden.
Der zuvor beschränkte touristische Zugang führte zum Gerücht, wonach die U-Bahn nur zur Schau gestellt worden sei. Es wurde behauptet, dass sie nur aus zwei Haltestellen bestehe und die Passagiere Schauspieler seien.

## Fahrzeugpark

### DK4

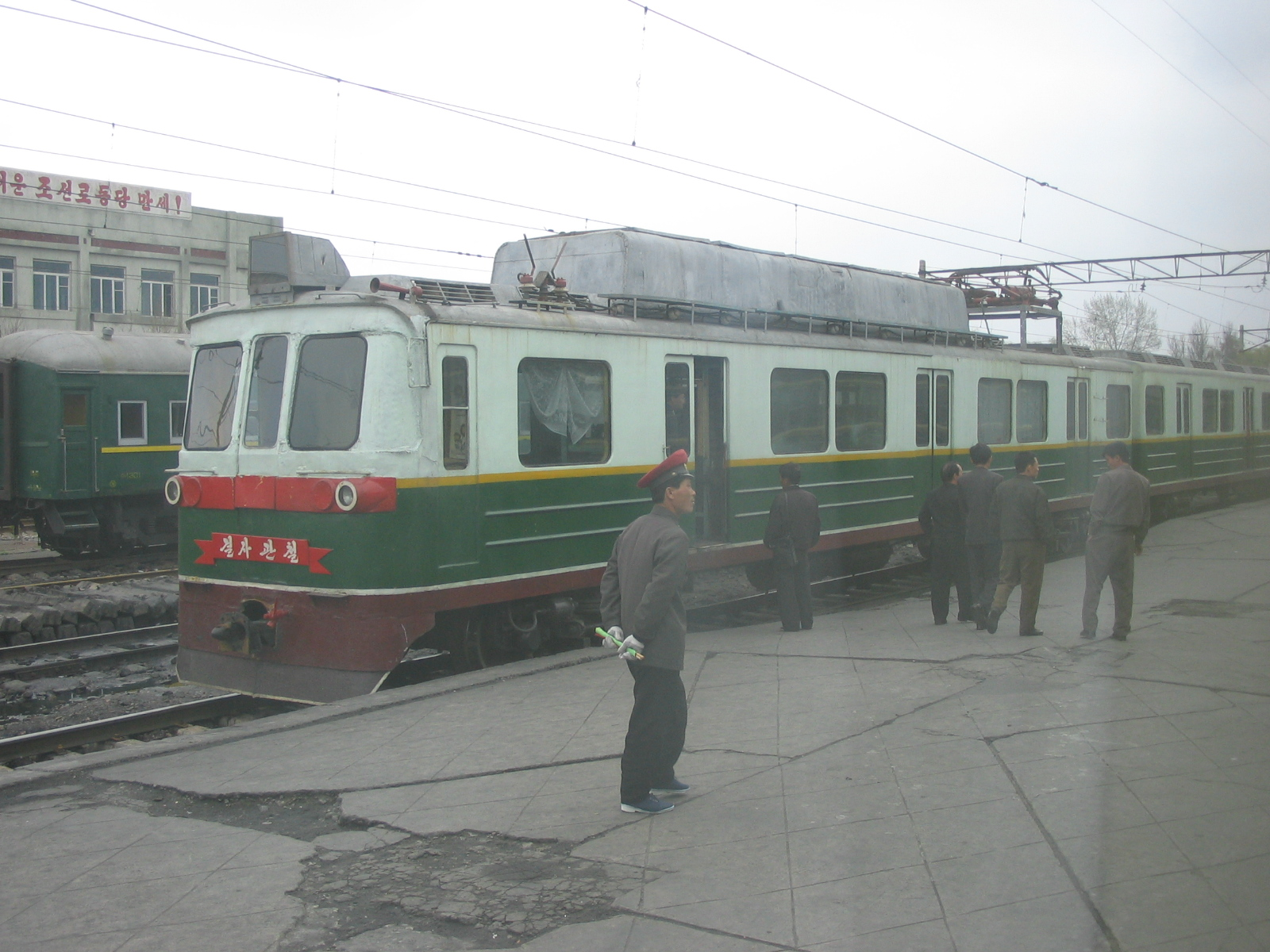
Ein umgebautes ehemaliges Metro-Fahrzeug des Typs DK4

Als der reguläre Betrieb 1973 aufgenommen wurde, fuhren Neufahrzeuge des Typs DK4 auf den Strecken. Die Wagen sind 2,7 Meter breit, pro Wagen 18,8 Meter lang und beziehen ihren Fahrstrom von einer seitlichen Stromschiene. Obwohl Nordkorea offiziell behauptet, die Triebwagen seien im Inland gebaut worden, wurden diese jedoch überwiegend bei der Changchun Car Company in China hergestellt. Laut einigen Quellen wurden 345 Doppeltriebwagen an die Metro geliefert, wobei es sich bei dieser Fahrzeugmenge um einen deutlichen Überschuss des Fuhrparks handelte. Dies führte zu diversen Verschwörungstheorien, so gab es mitunter Vermutungen, dass es ähnlich der Metro Moskau ein zweites, geheimes Liniennetz gäbe, welches zu militärischen Zwecken errichtet worden sei. Die genannte Anzahl von 345 Doppeltriebwagen wird mittlerweile angezweifelt und ist auf das Nummerierungssystem der U-Bahn-Züge in Pjöngjang zurückzuführen.
Um die Fahrgastkapazitäten kostengünstig zu erhöhen, fertigten die einheimischen Kim-Chong-tae-Elektrolokomotivwerke zusätzlich einige antriebslose Beiwagen an, die technisch bewusst spartanisch aufgebaut waren und über keine eigene Stromversorgung verfügten.
1998 wurden mutmaßlich einige Triebwagen an die U-Bahn Peking verkauft, wo sie bis 2002 auf der Linie 13 in Betrieb waren. Die in Nordkorea verbliebenen Wagen wurden ab Mitte der 1990er Jahre für den Einsatz im Regionalverkehr auf der Koreanischen Staatsbahn umgebaut. Abhängig vom Einsatzgebiet wurden dazu Dachstromabnehmer und Umformer sowie teilweise dieselbetriebene Stromgeneratoren nachgerüstet.
Eine im U-Bahn-Fuhrpark erhaltene Vier-Wagen-Garnitur wird zu besonderen Anlässen als Museumszug eingesetzt. Alle weiteren Triebwagen wurden bis ca. 2007 ausgemustert.

### GI („Gisela“)
Die schmaleren Kleinprofil-Fahrzeuge wurden von LEW Hennigsdorf zwischen 1978 und 1982 gebaut und waren auf der Ost-Berliner U-Bahn im Kleinprofil im Einsatz, zwischenzeitlich waren die Fahrzeuge auch auf der Metro Athen im Betrieb. Nachdem zwischen 1987 und 1989 weitere Fahrzeuge des Typs GI hergestellt worden waren, welche aus technischen Gründen nicht mit der ersten Fahrzeugserie zusammengekoppelt werden konnten, wurden die älteren Züge zwischen 1993 und 1996 ausgemustert und anschließend an die Metro Pjöngjang verkauft, wo sie ab 1997 eingesetzt wurden. Anfang der 2000er Jahre sind die Fahrzeuge von der Metro abgezogen worden und werden mittlerweile auf der Koreanischen Staatsbahn im Regionalverkehr unter Oberleitung eingesetzt. Ähnlich zu den umgebauten DK4-Wagen wurden dazu Dachstromabnehmer und, je nach Ausführung, Umformer oder Vorwiderstände nachgerüstet, um die auf 750 Volt ausgelegten Triebwagen unter 3000 Volt Fahrspannung einsetzen zu können. Im Vergleich zur ursprünglichen Ausführung wurden die Triebwagen außerdem technisch so angepasst, dass auch Zwei- oder Drei-Wagen-Verbände möglich sind. Dazu wurden an einigen ursprünglich führerstandslosen Beiwagen jeweils neue Führerstände installiert, was einen flexibleren Einsatz ermöglicht. Auch gemischte Garnituren mit DK4-Triebwagen und sonstigen Personenwagen wurden vereinzelt im Einsatz gesichtet.

### D („Dora“)

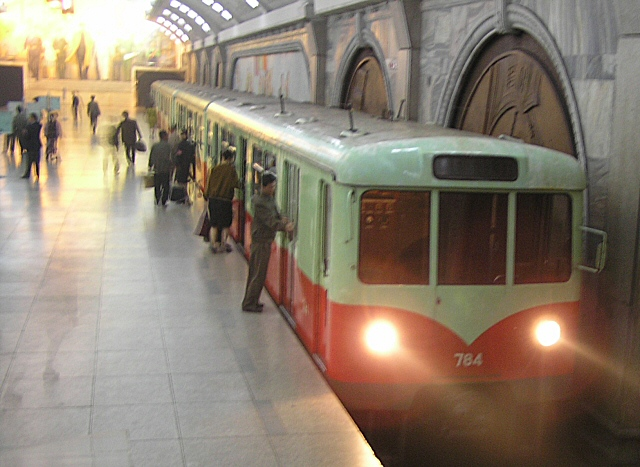
Ehemaliger West-Berliner Zug des Typs D

Diese Wagen wurden zwischen 1956 und 1965 hergestellt und fuhren auf der U-Bahn in West-Berlin. In den Jahren 1998 und 1999 wurden die Fahrzeuge an die Metro Pjöngjang verkauft und sind dort bis heute im Einsatz.
Die Züge erhielten eine neue rot/cremefarbene Lackierung, alle Werbeanzeigen wurden entfernt. In den Wagen sind Porträts der Führer Kim Il-sung und Kim Jong-il aufgehängt. Teilweise sind die Fensterscheiben noch durch für Berlin typische Scratchings beschädigt. Im Januar 2014 sind die Fahrzeuge des Typs D ertüchtigt worden und wurden mit einer Matrixanzeige im Fahrgastraum ausgestattet, außerdem erhielten die Wagen neue Scheinwerfer. Eine nicht genau bekannte Anzahl der Fahrzeuge wird nicht mehr eingesetzt; diese Fahrzeuge waren probeweise bis 2000 im Einsatz und behielten die originale BVG-Lackierung, teilweise mit Graffiti. Diese Fahrzeuge sind verteilt auf den Gleisen der beiden Depots in Pjöngjang abgestellt und dienen weitestgehend als Ersatzteilspender. Einige dieser Triebwagen wurden gelegentlich auf umzäunten Geländen in den außerhalb liegenden Provinzen gesichtet, wo sie vermutlich zur Ausschlachtung bzw. Verschrottung abgestellt wurden.

### U-Bahn-Zug Nr. 1
Die Fahrzeuge des Wagentyps D von der BVG werden neuerdings von den Kim-Chŏng-tae-Elektrolokomotivwerken erneuert. Obwohl Nordkorea behauptet, dass es Neubauten seien, erkennt man an vielen Details, dass es nur erneuerte Wagen des Typs D sind. So sind die Drehgestelle und die Wagengrundplatte zur Baureihe D absolut identisch, auch die Anordnung und Größe der Fenster und Türen sind 1:1 die der Baureihe D. Geändert wurde lediglich der neu designte Fahrzeugkopf und der Aufbau für die Klimaanlage etc. auf dem Dach, auch die Inneneinrichtung ist grundlegend erneuert worden. Obwohl zeitweise vermutet wurde, dass die Modernisierung der Züge in den staatseigenen Kim-Chŏng-tae-Elektrolokomotivwerken erfolgte, geht man mittlerweile aufgrund der hohen optischen Ähnlichkeit mit der Baureihe SFM40 der U-Bahn Peking davon aus, dass die Modernisierung von den chinesischen Eisenbahnwerken CSR Sifang durchgeführt werden. Der Prototyp des restaurierten Zuges wurde während der betriebsfreien Zeit im gesamten Netz der Metro ausführlich getestet. Kim Jong-un nahm am 19. November 2015 an einer solchen Testfahrt teil. Die Züge werden seit dem 1. Januar 2016 im regulären Betrieb eingesetzt. Nach erfolgreichen Testbetrieb befand sich im Dezember 2020 ein weiteres Fahrzeug im Bau, dabei flossen Erfahrungen aus dem Betrieb des ersten Fahrzeuges mit ein, um die Sicherheit zu erhöhen und durch mehr lokale Fertigung die Produktionskosten zu senken.

### Übersicht
| Typ              | Einsatz   | Anzahl                              |
| ---------------- | --------- | ----------------------------------- |
| DK4              | seit 1973 | 345 – davon im Einsatz: 2           |
| GI               | 1997–2001 | 60 – davon im Einsatz: 0            |
| D                | seit 1999 | 108 – davon im Einsatz: unbekannt   |
| U-Bahn-Zug Nr. 1 | seit 2015 | mind. 2 – davon im Einsatz: mind. 1 |

## Briefmarken
Anlässlich der Metro-Eröffnung erschienen im Folgejahr 1974 drei Briefmarken. Die Motive zeigen einen U-Bahn-Wagen mit einsteigenden Fahrgästen (Michel-Nummer 1223), einen U-Bahnhof (1224) und hinauf führende Rolltreppen (1225).
Auf einer weiteren Serie mit Verkehrsmittel-Motiven aus dem Jahr 1984 existieren zwei Marken mit einem U-Bahn-Zug und Fahrer (2871) und der U-Bahn-Station Yŏnggwang und Schaffnerin (2872).

## Metro-Museum
Im Stadtteil Moranbong-guyŏk befindet sich das 1973 eröffnete Metro-Museum Pjöngjang.